# رؤیای یک خرگوش-شیطان
رؤیای یک خرگوش-شیطان (انگلیسی: Dream of a Rarebit Fiend) یک فیلم به کارگردانی ادوین اس پورتر است که در سال ۱۹۰۶ منتشر شد. در سال ۲۰۱۵، این فیلم، به خاطر اهمیت تاریخی، فرهنگی و زیبایی‌شناختی، توسط کتابخانه کنگره در فهرست ملی ثبت فیلم قرار گرفت.